# Anders Ivar Rooth
Anders Ivar Rooth, född 1 november 1881 i Åtvidaberg, Östergötlands län, död 1 november 1921 i Bryssel, Belgien, var en svensk sjökapten verksam i Kongo 1907-1910, bland annat i Kongostatens tjänst, sedan i belgisk Afrikatjänst fram till 1921. Periodvis var han hemma i Sverige.
Hans föräldrar var Eugéne Kristian Maximilian Rooth (1836-1895) och Anna Charlotta Rosendal (1846-1933). Han hade sju bröder, bland andra John Maximilian (1871-1941) och Henric Birger (1879-1942).
Han lär ha skjutit sig med sitt eget gevär på sin 40-årsdag.
Etnografiska museet i Stockholm innehar ett antal föremål och stereoskop-bilder, insamlade i Belgiska Kongo av Anders Ivar Rooth. Föremålen donerades 1954 av hans svägerska Signe Rooth (1899-1956), som var gift med Henric Birger Rooth. Stereoskop-bilderna, tagna av tysken Robert Visser (1860-1937), förvärvades 2013 från Helena Forshell, vars morfar var John Maximilian Rooth.

## Utmärkelser
- Belgiska (Kongostatens) Lejonorden (BLejO)[3][a]